# Pilatus Aircraft

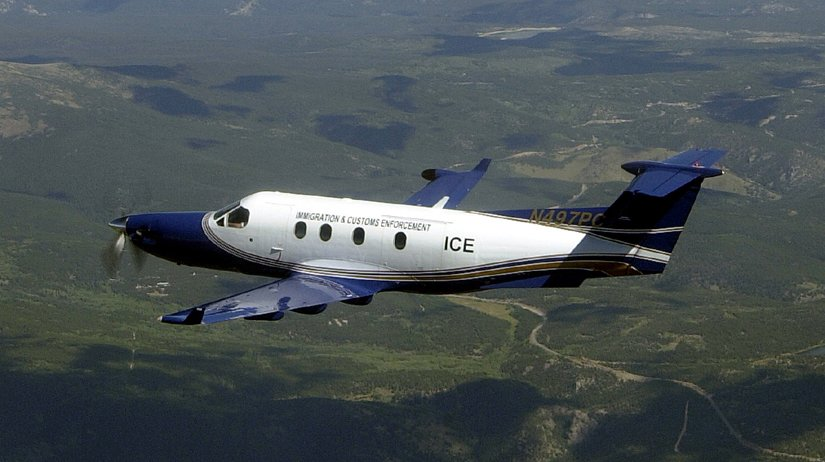
Pilatus PC-12.

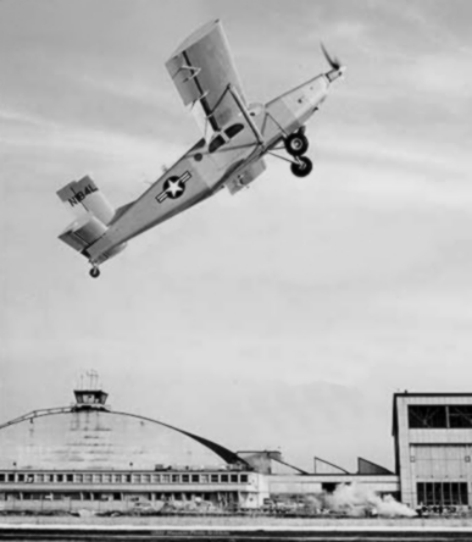
Pilatus PC-6 Porter.

Pilatus Aircraft – szwajcarski producent samolotów. Przedsiębiorstwo zatrudnia 1 100 ludzi. Firma zbudowała swój pierwszy samolot w 1944 roku. W 1959 firma zbudowała samolot cywilny Pilatus PC-6 Porter. W 1978 roku pierwszy lot odbył nowy Pilatus PC-7 Turbo Trainer. W latach 1979–1989 firma była właścicielem Britten Norman i w tym czasie modele Islander i Trislander tej ostatniej były sprzedawane pod nazwą Pilatus Britten Norman. W połowie lat osiemdziesiątych firma wypuściła model Pilatus PC-9, wyprodukowany w ilości  250 sztuk. W 1994 roku rozpoczęto produkcje samolotu o nazwie Pilatus PC-7 MK II Turbo trainer, czyli zmodernizowanej wersji PC-7 Turbo Trainer.
Rok później w 1995 roku rozpoczęła się produkcja Pilatusa PC-12 który służył jako samolot biznesowy oraz jako niewielki samolot transportowy z jednym silnikiem turbinowym. Od 2008 trwa produkcja nowej generacji Pilatusa PC-12NG. Od 2012 firma rozwija dwusilnikowy odrzutowiec dyspozycyjny PC-24.

## Wybrane konstrukcje
|  | Pilatus SB-1  | 1943 (Project)  |
|  | Pilatus SB-2  | 1944            |
|  | Pilatus SB-5  | 1945 (Project)  |
|  | Pilatus P-1   | 1941 (Project)  |
|  | Pilatus P-2   | 1942            |
|  | Pilatus P-3   | 1953            |
|  | Pilatus P-4   | 1948            |
|  | Pilatus P-5   | 1951 ( Project) |
|  | Pilatus PC-6  | 1959            |
|  | Pilatus PC-7  | 1966            |
|  | Pilatus PC-8D | 1967            |
|  | Pilatus PC-9  | 1984            |
|  | Pilatus PC-10 | 1970 (Project)  |
|  | Pilatus PC-11 | 1972            |
|  | Pilatus PC-12 | 1991            |
|  | Pilatus PC-21 | 2001            |
|  | Pilatus PC-24 | 2014            |